# Kernia peruviana
Kernia peruviana är en svampart som beskrevs av Udagawa & Furuya 1988. Kernia peruviana ingår i släktet Kernia och familjen Microascaceae.   Inga underarter finns listade i Catalogue of Life.